# Iwam du Sepik
L'iwam du Sepik est une langue papoue parlée en Papouasie-Nouvelle-Guinée dans la province de Sepik oriental.

## Classification
L'iwam du Sepik forme avec l'iwam les langues iwamiques. Ces deux langues font partie avec le chenapian et le wogamusin des langues iwam-wogamus, un des ensembles rattachés aux langues sepik, une des familles de langues papoues.

## Sources
- (en) Harald Hammarström, Robert Forkel, Martin Haspelmath, Sebastian Bank, Glottolog, Sepik Iwam.